# هری گودهارت
هری چستر گودهارت (به انگلیسی: Harry Chester Goodhart) (زاده ۱۷ ژوئیهٔ ۱۸۵۸ - درگذشته ۲۱ آوریل ۱۸۹۵) بازیکن فوتبال اهل کشور انگلستان که سابقهٔ بازی در تیم ملی فوتبال انگلستان را در کارنامهٔ خود دارد. وی در تاریخ ۳ فوریه ۱۸۸۳ نخستین بازی ملی خود را در مقابل تیم ملی فوتبال ولز انجام داد و با حضور در ۳ بازی ملی، در تاریخ ۱۰ مارس ۱۸۸۳ واپسین بازی ملی‌اش را در برابر تیم ملی فوتبال اسکاتلند برگزار کرد.